# Chiêu Hiến Vương hậu
Chiêu Hiến Vương hậu (chữ Hán: 昭憲王后; Hangul: 소헌왕후, 12 tháng 10, 1395 - 19 tháng 4, 1446), là Vương hậu của Triều Tiên Thế Tông, và là mẹ ruột của Triều Tiên Văn Tông và Triều Tiên Thế Tổ.

## Tiểu sử
Chiêu Hiến vương hậu sinh vào ngày 28 tháng 9 năm Triều Tiên Thái Tổ thứ 4, tức ngày 12 tháng 10 năm 1395 theo dương lịch. Bà nguyên quán Thanh Tùng, là trưởng nữ của Thanh Xuyên phủ viện quân Thẩm Ôn (靑川府院君沈溫) với Tam Hàn Quốc Đại phu nhân An thị ở Thuận Hưng (三韓國大夫人順興安氏).
Năm 1408, bà kết hôn với Trung Ninh quân Lý Tạo, ban đầu phong làm Kính Thục Ông chúa (敬淑翁主). Năm 1417, cải phong thành Tam Hàn Quốc Đại phu nhân (三韓國大夫人).
Năm 1418, Trung Ninh Đại quân Lý Tạo được sắc phong làm Vương thế tử chính vị Trữ quân, bà cũng được sắc phong làm Kính tần (敬嬪). Cùng năm đó vào tháng 9, Thái Tông truyền ngôi cho Thế tử, Thẩm thị được phong làm Cung phi (恭妃). Tuy nhiên vào lúc đó, cha của bà là Thẩm Ôn âm mưu làm phản bị xử tử, các quan đại thần đã dâng sớ đòi phế phi. Do bà đã hạ sinh 3 vị Vương tử cho Vương thất, cũng như có sự ủng hộ của Thái thượng vương cùng Triều Tiên Thế Tông, nên vị trí Trung điện của bà vẫn được giữ vững.
Năm 1432, quan viên Lễ tào dâng sớ trình về danh hiệu của bà không giống với pháp chế, nên đã đổi thành Vương phi (王妃).
Năm 1446, ngày 24 tháng 3 (tức ngày 19 tháng 4), bà bệnh nặng và hoăng thệ, khi đang đến thăm phủ đệ của con trai thứ là Thủ Dương đại quân, tức Triều Tiên Thế Tổ sau này. Ban đầu, bà được an táng ở Hiến lăng (獻陵), sau này Triều Tiên Duệ Tông di táng sang Anh lăng (英陵).

## Gia đình
- Nội tổ phụ: Tả Nghị Chính Thẩm Đắc Phù (沈德符, 1328 - 1401).
- Nội tổ mẫu: Biện Hàn Quốc đại phu nhân họ Tống ở Thanh Châu (卞韓國大夫人 淸州 宋氏) và Trinh Kính phu nhân họ Môn ở Nhân Xuyên (仁川門氏).
- Ngoại tổ phụ: Lĩnh Đôn ninh An Thiên Bảo (安天保, 1339 -1425).
- Ngoại tổ mẫu: Trinh Kính phu nhân họ Kim ở Ninh Châu (貞敬夫人寧州金氏).
  - Bá phụ: Tả quân đô tổng chế Thẩm Nhân Phụng (左軍都摠制 沈仁鳳).
  - Bá mẫu: Đông Dương quận phu nhân họ Thân ở Bình Sơn (東陽郡夫人 平山申氏).
  - Bá phụ: Nhân Thọ phủ doãn Thẩm Trừng (仁壽府尹 沈澄).
  - Bá mẫu: Phu nhân họ Tống ở Lệ Sơn (礪山宋氏).
  - Thúc phụ: Thanh Nguyện quân Thẩm Tông (靑原君沈悰)
  - Thúc mẫu: Khánh Thiện công chúa (慶善公主), con gái của Triều Tiên Thái Tổ và Thần Ý Vương hậu.
  - Phụ thân: Lĩnh Nghị Chính phủ sự Thanh Xuyên phủ viện quân Thẩm Ôn (靑川府院君沈溫, ?-1418).
  - Mẫu thân: Tam Hàn Quốc Đại phu nhân họ An ở Thuận Hưng (三韓國大夫人順興安氏).
    - Em trai: Lĩnh Trung Xu viện sự Thẩm Tuấn (領中樞院事沈濬).
    - Em dâu: Phu nhân họ Mẫn ở Ly Hưng.
    - Em trai: Lĩnh Nghị Chính Thanh Tùng phủ viện quân Thẩm Quái (領議政 靑松府院君 沈澮), cao tổ phụ của Nhân Thuận vương hậu.
    - Em dâu: Trinh Kính phu nhân họ Kim ở Nguyện Châu (原州金氏).
    - Em trai: Lĩnh Trung Xu viện sự Tĩnh Di công Thẩm Quyết (領中樞院事 靖夷公沈決).
    - Em dâu: Phu nhân họ Thận ở Ký Xương (居昌愼氏).
    - Em gái: Phu nhân họ Thẩm.
    - Em gái: Phu nhân họ Thẩm.
    - Em rể: Khương Hoài Bá, con trai của Tri Đôn Ninh Tấn Dương phủ viện quân Đái Mẫn Công Khương Thạc Đức (知敦寧 晋陽府院君 戴敏公 姜碩德).
      - Cháu gái: Lệnh tần họ Khương (令嬪 姜氏).

    - Em rể: Hữu Nghị Chính Cung Túc công Lô Hãn (右議政 恭肅公 盧閈).
    - Em gái: Phu nhân họ Thẩm.
    - Em rể: Phó Tri Đôn Ninh phủ sứ Liễu Tử Giai (副知敦寧府使 柳子偕).
    - Em gái: Phu nhân họ Thẩm.
    - Em rể: Toàn Châu phủ doãn Lý Sùng Chi (全州府尹李崇之).
    - Em gái: Phu nhân họ Thẩm.
    - Em rể: Phó Tri Đôn Ninh phủ sự Phác Khứ Sơ (副知敦寧府事 朴去疎).
      - Cháu trai: Phán thư Phác Trọng Thiện (判書朴仲善; 1435 - 1481), tự Tử Thục (子淑).
      - Ngoại tôn nữ: Thăng Bình phủ đại phu nhân Thuận Thiên Phác thị (昇平府大夫人 順天朴氏; 1455 - 1506).
      - Ngoại tôn rể: Nguyệt Sơn Đại quân Lý Đình (月山大君李婷), anh trai của Triều Tiên Thành Tông, con trai của Triều Tiên Đức Tông và Chiêu Huệ vương hậu.
      - Ngoại tôn nữ: Thuận Thiên phủ phu nhân Thuận Thiên Phác thị (順天府夫人 順天朴氏).
      - Ngoại tôn rể: Doãn Nhữ Bật (尹汝弼; 1466 - 1555), phong Pha Nguyện phủ viện quân (坡原府院君), cha của Chương Kính Vương hậu.
      - Ngoại tôn nữ: Thuận Thiên Phác thị (順天朴氏; 1467 - 1485).
      - Ngoại tôn rể: Tề An Đại quân Lý Huyên (齊安大君李琄), con trai của Triều Tiên Duệ Tông và An Thuận vương hậu.
      - Ngoại tôn tử: Lãnh nghị chính Phác Nguyên Tông (領議政 朴元宗; 1467 - 1510), tự Bá Dận (伯胤), phong Bình Thành phủ viện quân (平城府院君).

## Thụy hiệu
- Tuyên Nhân Tề Thánh Chiêu Hiến Vương hậu
- 宣仁齊聖昭憲王后
- 선인제성소헌왕후
- Seonin Seseong Sohyeon Wanghu